# 达姆里
达姆里（法語：Damery，法語發音：[damʁi]）是法国马恩省的一个市镇，属于埃佩尔奈区。

## 地理
达姆里（49°4'16"N, 3°52'39"E）面积15.44 平方千米，位于法国大東部大區马恩省，该省份为法国东北部内陆省份，北起阿登省，西北接埃纳省，西南接塞纳-马恩省，南至奥布省，东南接上马恩省，东临默兹省。
与达姆里接壤的市镇（或旧市镇、城区）包括：弗勒里拉里维耶尔、贝尔瓦勒苏沙蒂永、布尔索、屈米耶尔、奥特维莱尔、马尔德伊、罗姆里、沃谢讷、旺特伊。
达姆里的时区为UTC+01:00、UTC+02:00（夏令时）。

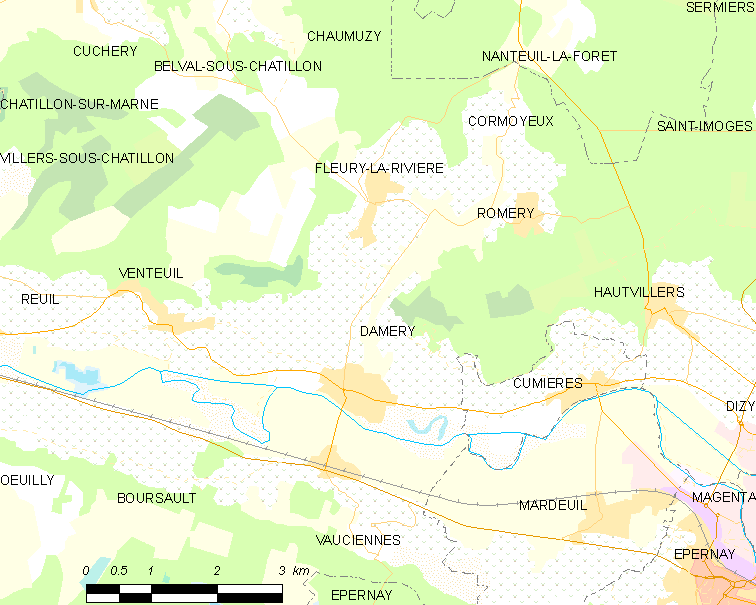
达姆里的OSM定位图

## 行政
达姆里的邮政编码为51480，INSEE市镇编码为51204。

## 政治
达姆里所属的省级选区为多尔芒-香槟景县。

## 人口

1962-2008年间达姆里人口变化图示

达姆里于2022年1月1日时的人口数量为1329人。